# Corcelles-Cormondrèche
Corcelles-Cormondrèche is een voormalige gemeente in het Zwitserse kanton Neuchâtel en telt 4118 inwoners.

## Geschiedenis
Corcelles-Cormondrèche maakte deel uit van het district Boudry tot op 31 december 2017 de districten van het kanton Neuchâtel werden opgeheven. De gemeente ging op 1 januari 2021 op in de gemeente Neuchâtel.